# Westland Lynx
De Westland Lynx is een helikopter die werd ontworpen door de Britse fabrikant Westland in samenwerking met het Franse Aérospatiale.
Eind jaren zestig werkten Westland en Aerospatiale samen aan de ontwikkeling van drie helikopters: de Puma, de Gazelle en de Lynx. Aerospatiale nam het leeuwendeel van de ontwikkeling van de eerste twee typen voor zijn rekening, terwijl Westland het grootste deel van de Lynx ontwierp.
Het toestel werd gebouwd in Westlands fabriek in Yeovil. De helikopter vloog voor het eerst op 21 maart 1971 als de Westland WG.13. Hoewel de helikopter aanvankelijk bedoeld was voor civiel en maritiem gebruik, leidde militaire interesse tot de ontwikkeling van de Army and Navy Lynx. Deze werd in gebruik genomen in 1977. Later werd het toestel ook in gebruik genomen door de strijdkrachten van meer dan een dozijn andere naties, waaronder Nederland. Bij Aerospatiale werden de toestellen voor Frans gebruik gebouwd.
Het Britse leger bestelde 100 Lynx AH (Army Helicopter) Mk.1 voor  doeleinden als tactisch transport, bewapende escorte, antitankoorlogsvoering (met acht TOW-raketten), verkenning en evacuatie. Het leger plaatste een Marconi Elliot AFCS-systeem op de Lynx voor automatische stabilisatie op de drie assen. Het is een van de wendbaarste helikopters ter wereld en is onder andere in staat backflips uit te voeren.

## Dienstgeschiedenis
In Britse dienst was het toestel actief in het Army Air Corps (AAC) en de Fleet Air Arm (FAA). In het AAC dienen de AH.7 en AH.8 als aanvalshelikopters. De Lynx AH.7 is in dienst bij de FAA als aanvals/utility-helikopter als steun voor de Royal Marines, de Lynx HMA.8 als onderzeebootbestrijdingshelikopter, uitgerust met een Sea Skua antischeepsraket voor oorlogsschepen van de Britse Royal Navy.
Tijdens de Falklandoorlog in de jaren 80 werd het gevechtstuig ingezet. Er werden geen toestellen neergeschoten, maar drie gingen er verloren aan boord van schepen die vernietigd werd door Argentijnse bommen of Exocets: een op de MV Atlantic Conveyor, een aan boord van HMS Coventry en een op HMS Ardent.
Een belangrijke rol was voor de Lynx weggelegd tijdens de Golfoorlog in 1991. Het gebruik van de Sea Skua antischeepsraket had verwoestende gevolgen voor de Iraakse marine. De Lynx deed ook dienst bij het Britse leger tijdens dat conflict. 
Het toestel werd tijdens Operatie Barras gebruikt om 11 Britse soldaten te redden in Sierra Leone op 10 september 2000. 
Een belangrijke inzet was gedurende de Irakoorlog vanaf 2003. Een Britse Lynx van het 847 Naval Air Squadron werd op 6 mei 2006 neergeschoten boven Basra. Vermoedelijk werd de helikopter neergehaald door een raket of, waarschijnlijker, met een RPG-7 draagbare raketwerper. De Lynx stortte neer op een huis en vloog in brand. Hierbij kwamen alle vijf bemanningsleden om, waaronder de commandant van 847 NAS. De lokale bevolking vierde het neerhalen van de helikopter en belemmerde reddingspogingen van Britse troepen. Het was de eerste Britse helikopter en het tweede Britse oorlogsluchtvaartuig dat door vijandig vuur is neergeschoten in deze oorlog. Het eerste was een C-130 Hercules-transportvliegtuig. 
Het toestel is veel gebruikt bij vredesoperaties en diende als standaarduitrusting van veel oorlogsschepen van de Royal Navy. Na 40 jaar zijn de laatste Lynx-helikopters in januari 2018 buiten gebruik gesteld.

## Koninklijke Marine
De Groep Maritieme Helikopters (GMH) van de Marine Luchtvaartdienst vloog vanaf 1976 met de Lynx.
Aanvankelijk waren er 24 stuks in drie verschillende varianten. De UH-14A (zes stuks) was de opvolger van de Agusta Bell 204B helikopter en bedoeld voor opleidingen en SAR-taken. De SH-14B (tien stuks) en de SH-14C (acht stuks) waren ten behoeve van de onderzeebootbestrijding vanaf fregatten inzetbaar. Vanaf 1993 zijn alle typen gestandaardiseerd naar één multi-role versie, de SH-14D.
Thuisbasis van de SH-14D was Maritiem Vliegkamp De Kooy nabij Den Helder. De GMH had twee squadrons: 7 en 860. Squadron 7 was het opleidings- en SAR squadron. Squadron 860 opereerde vanaf oorlogsschepen. De taken waarvoor de SH-14D werd ingezet waren Search and Rescue, Special Forces (DSI), transport, onderzeebootbestrijding (Anti Submarine Warfare) en oppervlakteoorlogvoering (Anti Surface Warfare), waaronder de antipiraterij-missie Operatie Atalanta. De SH-14D kon worden uitgerust met MK-46 Torpedo's en een 7.62 mm machinegeweer. Voor zelfbescherming was hij voorzien van Chaff en Flares.
Met ingang van 4 juli 2008 is de GMH opgegaan in het Defensie Helikopter Commando (DHC) vallend onder het bevel van de Koninklijke Luchtmacht.
Op 11 september 2012 vond de laatste vlucht van Defensie in Nederland met de Lynx plaats. Uiterlijk 2015 zal de SH-14D volledig vervangen zijn door de NHI NH-90.

### Libië 2011
Op 3 maart 2011, is vanaf Hr. Ms. Tromp, een geheime operatie uitgevoerd met een Lynx. Er waren drie Nederlandse militairen aan boord van het toestel. De opdracht was om twee evacuées op te halen uit de Libische stad Sirte. Muammar Kaddafi's milities omsingelden het toestel vrijwel direct na de landing. De helikopterbemanning werd gevangengenomen. Na twaalf dagen gevangenschap zijn de militairen in goede gezondheid vrijgelaten. De door Libië in beslag genomen helikopter kreeg Nederland terug op 27 februari 2012.

## Galerij

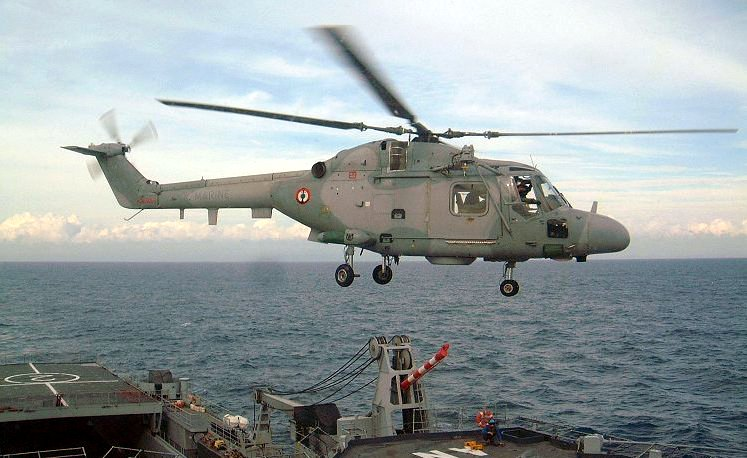
Een Lynx-helikopter die opstijgt van de Ouragan.
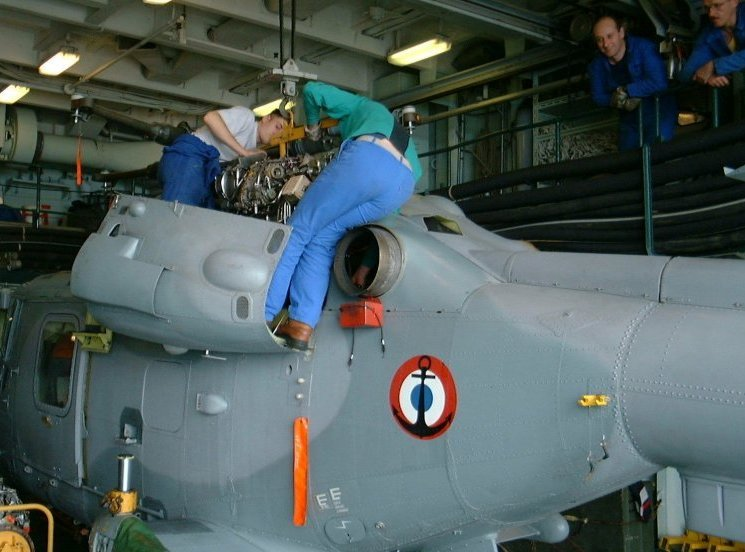
Vervanging van een turbine van een van de twee Lynx-helikopters op de Motte-Picquet.
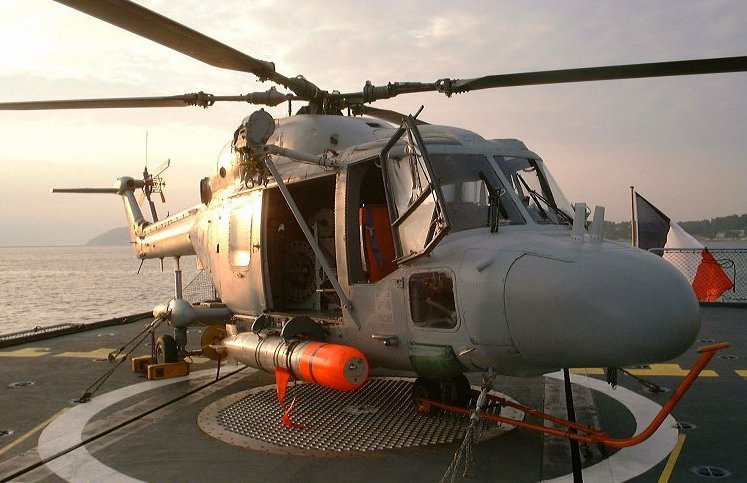
Een Lynx-helikopter bewapend met een Mk46 torpedo.
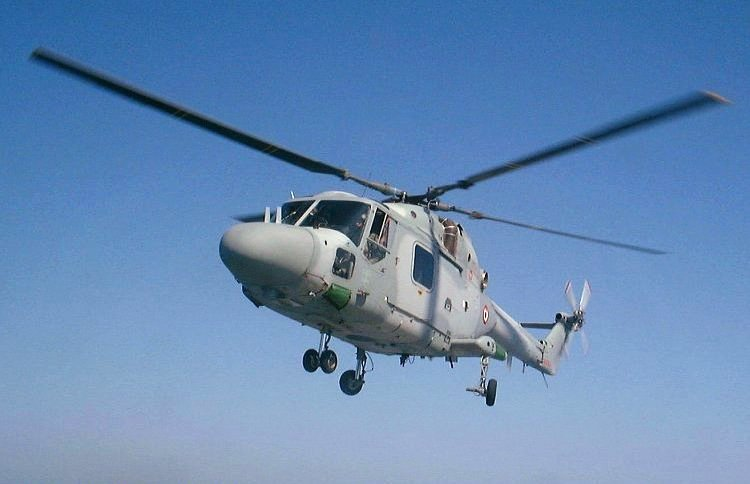
Een Lynx-helikopter van de 31F vleugel.
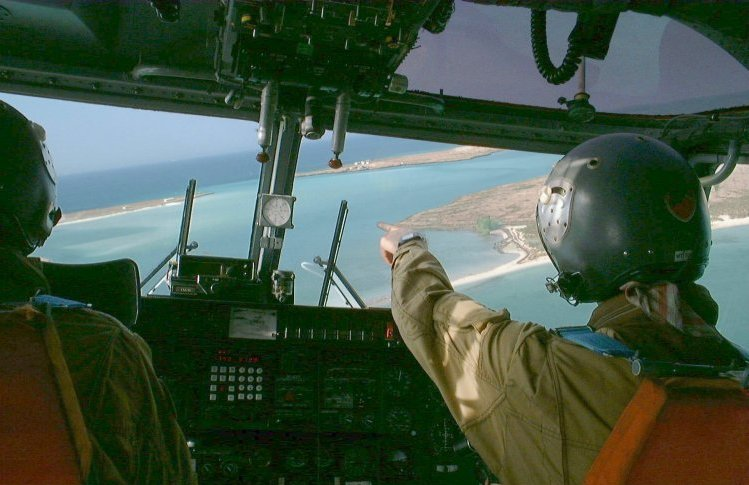
Een Lynx-helikopter van de Franse marine die vliegt boven Musha en de eilanden van Mascali (luchtvleugel van het Motte-Picquet fregat).
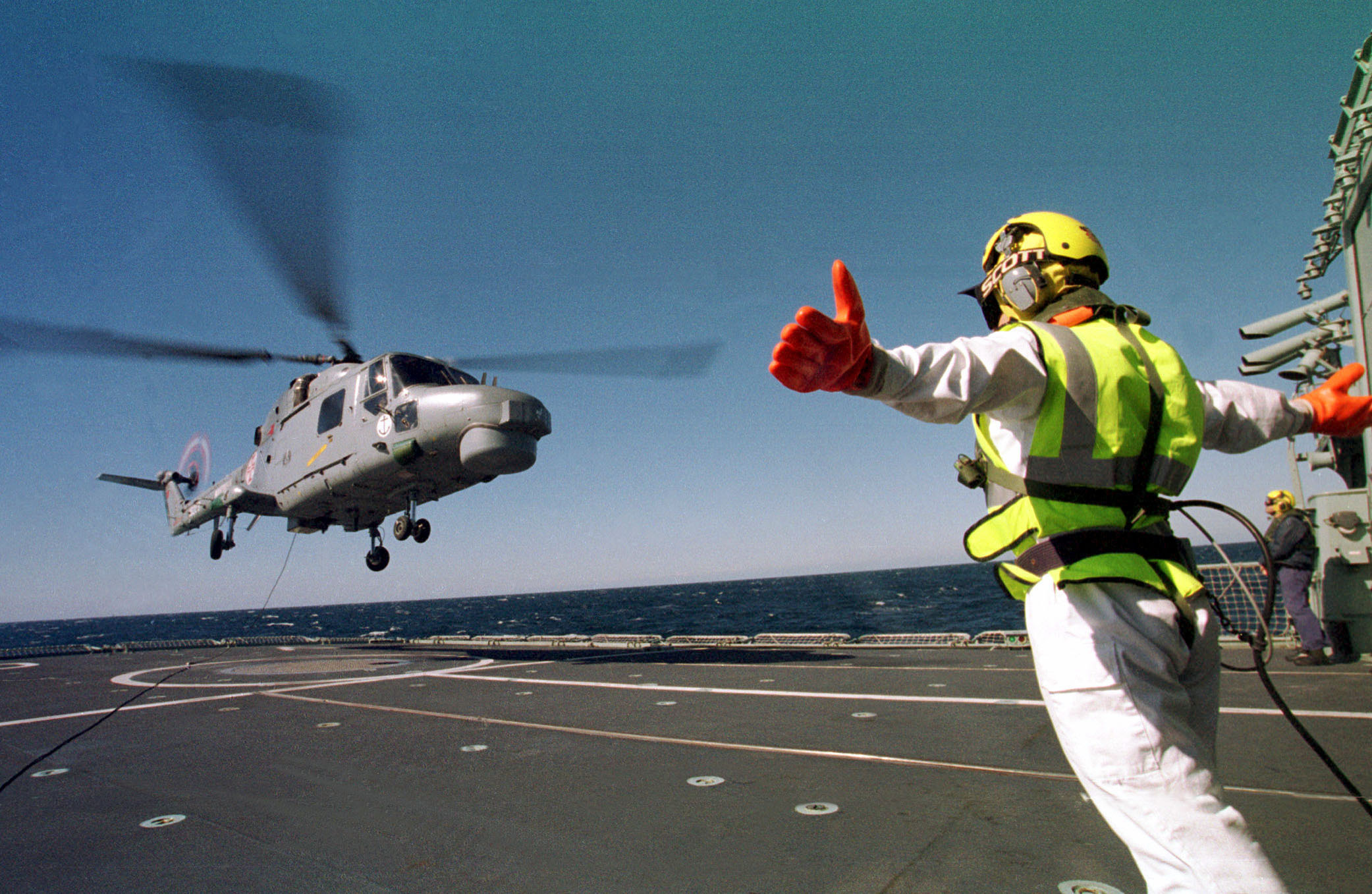
Een Lynx Mk95 van de Portugese marine.
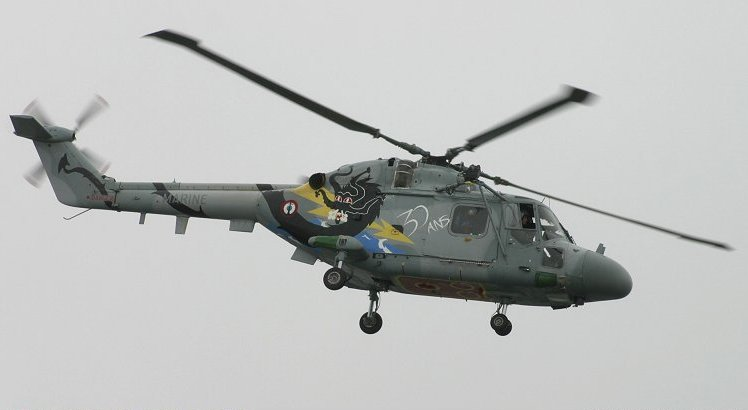
Lynx van de Franse marine.
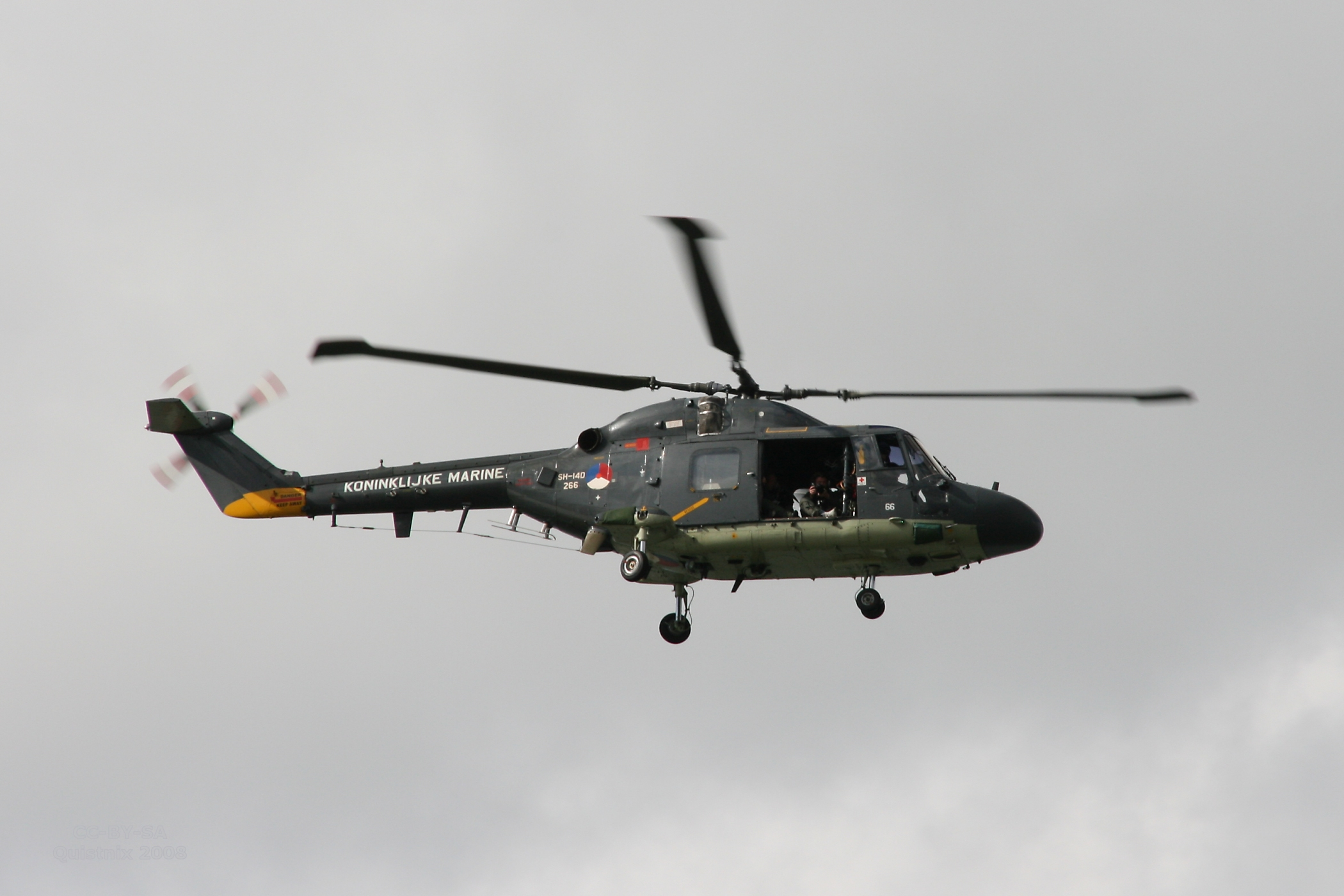
Nog een lynx van de KM, vanaf rechts gezien.